# Sabinus Iulianus
Marcus Aurelius Sabinus Iulianus (còn được gọi là Julianus xứ Pannonia; ? – 285/286) là một kẻ soán ngôi La Mã (283-285 hoặc 286) chống lại Hoàng đế Carinus hoặc Maximianus. Có tới bốn kẻ tiếm quyền có tên tương tự nổi loạn trong khoảng thời gian một thập kỷ, nhưng ít nhất một trong số họ được biết đến nhờ bằng chứng về việc nghiên cứu tiền đúc.

## Kẻ soán ngôi chống lại Carinus (283-285)
Iulianus là một viên quan giữ chức corrector ở miền bắc Ý vào năm 283/284 (và không phải là một Pháp quan thái thú như một số tài liệu đã nói). Ngay sau khi tin tức về cái chết của Hoàng đế Carus vào năm 283 hoặc Numerianus vào tháng 11 năm 284 đến các tỉnh miền Tây, Iulianus đã lập tức nổi dậy ở Pannonia. Ông cho ban hành đồng tiền xu từ Siscia, một số trong đó còn khắc chữ kỷ niệm xứ Pannonia. Hoàng đế Carinus, anh trai của Numerianus hay tin ấy đã mang quân từ Britannia tiến về nội địa để đối phó với vụ tiếm quyền, với binh lực hùng hậu nên chẳng mấy chốc ông đã đánh bại và giết chết Iulianus ở Ý vào đầu năm 285. (có thể ở Verona) hoặc tại Illyricum.
Theo một số học giả, có tới hai kẻ tiếm quyền là thực sự tồn tại: một là M. Aur. Iulianus, quan chức corrector ở Ý, nổi loạn sau khi Carus mất, đã giành được quyền kiểm soát Pannonia và ít lâu sau thì bị đánh bại ở Illyricum; hai là Sabinus Iulianus, một viên pháp quan thái thú dấy binh làm loạn ở Ý sau cái chết của Numerianus, về sau cũng bị đại bại gần Verona.
Một kẻ soán ngôi khác chỉ có tên đơn giản là Iulianus, cũng gây ra sự rối loạn ở tỉnh châu Phi với sự hỗ trợ của bộ tộc Quinquegentani nhằm chống lại Carinus. Có ý kiến cho rằng Julianus là thống đốc tỉnh châu Phi được một bức thư không rõ ngày tháng xác nhận là đã bị Maximianus xử tử với lý do tạo phản; riêng vụ nổi loạn của ông ở châu Phi cũng có thể liên quan đến Sabinus Iulianus (xem thêm Amnius Anicius Julianus).

## Kẻ soán ngôi chống lại Maximianus và Diocletianus
Một Iulianus thứ ba được nhắc đến là đã khởi binh dấy loạn trong thời kỳ Maximianus được tấn phong là Augustus vào ngày 1 tháng 3 năm 286 và thời gian Constantius Chlorus và Galerius trở thành Caesar vào ngày 1 tháng 3 năm 293. Cuộc nổi dậy của Iulianus này đã diễn ra tại Ý, nhưng cuối cùng đã kết thúc trong một cuộc vây hãm, khi quân đội triều đình chọc thủng một vài chỗ trên bức tường thành của thành phố và tràn vào như nước lũ, Iulianus thấy vậy nên đã nổi lửa tự thiêu đến chết.